# Голя (Гродзиський повіт)
Голя (пол. Gola, нім. Goile) — село в Польщі, у гміні Раконевиці Гродзиського повіту Великопольського воєводства. Населення — 140 осіб (2011).
У 1975-1998 роках село належало до Познанського воєводства.

## Демографія
Демографічна структура станом на 31 березня 2011 року:
|          | Загалом | Допрацездатний вік | Працездатний вік | Постпрацездатний вік |
| -------- | ------- | ------------------ | ---------------- | -------------------- |
| Чоловіки | 72      | 23                 | 47               | 2                    |
| Жінки    | 68      | 20                 | 39               | 9                    |
| Разом    | 140     | 43                 | 86               | 11                   |